# Sipanik
Sipanik – wieś w Armenii, w prowincji Ararat. W 2011 roku liczyła 468 mieszkańców.